# Machinda
Machinda es una localidad y municipio de la provincia ecuatoguineana continental de Litoral, cuya capital es Bata. Su población es de 2897 habitantes (2005). 
La elevación media de Machinda es de 631 metros.